# Johannes Vermeerprijs
De Johannes Vermeerprijs is de Nederlandse staatsprijs voor de kunsten. Deze prijs wordt sinds 2009 uitgereikt.
Naar voorbeeld van andere wetenschappelijke prijzen heeft het rijk het initiatief genomen een nieuwe cultuurprijs voor getalenteerde kunstenaars van internationale kwaliteit in te stellen. De prijs is aangekondigd in een in 2007 uitgekomen cultuurnota “Kunst van Leven”, hoofdlijnen van cultuurbeleid. De motivering voor het instellen van de nieuwe prijs is dat in de wetenschap excellente onderzoekers op basis van uitzonderlijke prestaties door de prestigieuze Spinozaprijs de kans krijgen verder onderzoek te verrichten en hun kennis te vergroten, maar dat er tot nu toe in de cultuur – behalve de Nederlandse Muziekprijs – nauwelijks vergelijkbare prijzen voor talent van internationale kwaliteit zijn. De prijs is vernoemd naar de Delftse schilder Johannes Vermeer. De prijs bestaat uit een geldbedrag van € 100.000 vooral bestemd voor de realisatie van een speciaal project. De prijs kan worden toegekend aan in Nederland werkende kunstenaars uit alle disciplines.    

## 2009
De eerste Johannes Vermeerprijs werd door Minister Plasterk toegekend aan Pierre Audi, artistiek directeur van De Nederlandse Opera en het Holland Festival. Volgens de jury komt de prijs hem toe voor zijn grote prestaties als regisseur en als vernieuwer van  het muziektheater. Audi is een getalenteerde operaregisseur en een innovatief artistiek leider. Hij heeft  Nederland in de loop van twintig jaar verrijkt met een in vele opzichten grensoverschrijdend oeuvre dat zowel bij de collega’s als bij het publiek grote waardering oogst. De laatste jaren heeft hij bovendien de programmering van het Holland Festival vernieuwd en verbreed. De jury voor de eerste Johannes Vermeerprijs bestond uit Victor Halberstadt (voorzitter), Maarten Asscher, Judith Belinfante, Jos de Pont en Paul Schnabel. De feestelijke uitreiking van de eerste Johannes Vermeerprijs heeft plaatsgevonden op vrijdag 30 oktober 2009 in  Het Prinsenhof in Delft, de stad die onlosmakelijk verbonden is met de naamgever van de prijs. 

## 2010
De tweede Johannes Vermeerprijs is toegekend aan de regisseur, theatermaker, beeldend kunstenaar, acteur en schrijver Alex van Warmerdam.  Hij kreeg de staatsprijs vanwege de hoge kwaliteit van zijn gehele oeuvre.
Alex van Warmerdam is een veelzijdig kunstenaar. Als regisseur heeft hij  zeven speelfilms op zijn naam staan. Hij was medeoprichter van het theatergezelschap  Hauser Orkater en bracht theaterstukken uit voor theatergezelschap De Mexicaanse Hond. Hij schreef de roman De hand van een vreemde en de dichtbundel Van alle kanten komen ze. Veel van zijn werk als beeldend kunstenaar was in 2010 te zien in het Stedelijk Museum Schiedam. Naast zijn scheppend werk treedt Van Warmerdam op de voorgrond als acteur in films en toneelstukken.
De jury prees Alex van Warmerdam vanwege zijn vasthoudende perfectionisme en nimmer aflatende energie, zijn onconventionele manier van werken, zijn onnavolgbare kijk op de Nederlandse cultuur en zijn manier om sociale verhoudingen op indringende, maar toch vaak ook ironische manier op scherp te zetten. De feestelijke uitreiking van de tweede Johannes Vermeerprijs heeft op maandag 15 november 2010 in Delft plaatsgevonden. De jury bestond uit dezelfde personen als in 2009.

## 2011
De Johannes Vermeerprijs 2011 werd toegekend aan de fotograaf Erwin Olaf vanwege de hoge kwaliteit van zijn hele oeuvre. De prijs werd uitgereikt door staatssecretaris Halbe Zijlstra op 31 oktober 2011.

## 2012
De Johannes Vermeerprijs 2012 werd toegekend aan kunstenaar Marlene Dumas. De jury heeft haar eenstemmig voorgedragen vanwege haar uitzonderlijke schilderkunstige talenten en haar ongeëvenaarde vermogen menselijke emoties in beeld vast te leggen. Staatssecretaris van Cultuur Halbe Zijlstra heeft de prijs op 29 oktober 2012 in Het Prinsenhof te Delft uitgereikt.

## 2013
De Johannes Vermeerprijs 2013 is toegekend aan architect Rem Koolhaas. Hij wordt daarmee beloond voor zijn enorme betekenis voor de architectuur en de stedenbouw, aldus de jury.

## 2014
De Johannes Vermeerprijs 2014 is door minister Bussemaker toegekend aan grafisch ontwerper Irma Boom. De jury droeg haar voor vanwege "haar ongeëvenaarde verdiensten op het gebied van grafisch ontwerp". Minister Bussemaker heeft de prijs op maandag 27 oktober 2014 in het Mauritshuis uitgereikt. De jury van de prijs bestond uit Ernst Hirsch Ballin (voorzitter), Claudia de Breij, Marie Hélène Cornips, Omar Munie en Erwin Olaf.

## 2015
De Johannes Vermeer Prijs 2015 ging naar de componist Michel van der Aa ‘vanwege de baanbrekende rol die hij speelt in het muziekleven, zowel in Nederland als internationaal, en de vanzelfsprekendheid waarmee de componist zijn muzikale idioom weet te combineren met beweging, film, internet, theater, elektronica en visuele elementen’, aldus de jury die bestond uit Claudia de Breij, Ann Demeester,  Stephan Sanders, de winnares van het vorige jaar Irma Boom en de voorzitter Ernst Hirsch Ballin.

## 2016
De Johannes Vermeerprijs 2016 is toegekend aan de in Amsterdam wonende filmmaker en beeldend kunstenaar Steve McQueen voor zijn "voortreffelijke wijze van het belichten van het universeel menselijke, vaak in situaties waarin mensen onderdrukt, onvrij en gekweld hun waardigheid bevechten en bewaren". Aldus de jury, onder voorzitterschap van Ernst Hirsch Ballin.

## 2017
De Johannes Vermeerprijs 2017 is toegekend aan modeontwerper Iris van Herpen voor  haar grensverleggende en interdisciplinaire ontwerpen, waarin zij uitzonderlijk talent en ongebreidelde nieuwsgierigheid verbindt aan vernieuwende digitale technieken en ambachtelijk vakmanschap. Aldus de jury, onder voorzitterschap van Els van der Plas, algemeen directeur van de Nationale Opera & Ballet.

## 2018
De Johannes Vermeerprijs 2018 is toegekend aan violist Janine Jansen.
Uit het juryrapport: ‘Haar muzikale interpretaties raken aan het geniale en oogsten unaniem bewondering en respect van publiek en collega-musici. Janines talent, kwaliteit, toewijding, inzet en liefde voor het vak van violist maken haar tot een wereldster. Janine Jansen is daarnaast een rolmodel voor jonge musici.’  De jury bestond uit Els van der Plas (voorzitter), Michel van der Aa (winnaar 2015), Annabelle Birnie, Jeroen Krabbé en Jamal Ouariachi.

## 2019
De Johannes Vermeerprijs 2019 is toegekend aan theatermaker Ivo van Hove.
Uit het juryrapport: 'Ivo van Hove heeft een duizelingwekkend oeuvre aan theaterproducties tot stand gebracht dat uniek is binnen het Nederlandse taalgebied maar ook ver daarbuiten. Hij verruimt en verdiept steeds weer de theatrale verbeelding van het menselijk bestaan. De afgelopen decennia heeft hij het Internationaal Theater Amsterdam (voorheen Toneelgroep Amsterdam) naar de internationale wereldtop gebracht waarbij de schitterende theatervormgeving van zijn partner Jan Versweyveld aparte vermelding verdient.'
De jury bestond uit Els van der Plas (voorzitter), Annabelle Birnie, Iris van Herpen, Jeroen Krabbé en Jamal Ouariachi. Van Hove krijgt de prijs op 25 september in de Ridderzaal uit handen van minister Ingrid van Engelshoven.

## 2020
De fotograaf Rineke Dijkstra heeft de Johannes Vermeerprijs 2020 gekregen. De jury roemt haar iconische bijdrage aan de fotografie en noemt Dijkstra „de koningin van de Nederlandse portretkunst”.
De prijs is uitgereikt door minister Ingrid van Engelshoven (Cultuur). Gezien de geldende corona-beperkingen werd de feestelijke uitreiking van de Johannes Vermeerprijs aan Rineke Dijkstra in de Ridderzaal (Den Haag) verplaatst van 29 oktober 2020 naar donderdag 18 februari 2021.
Van het prijzengeld wil Rineke Dijkstra een nieuwe video-installatie maken.
De jury 2020 bestaat uit Andrée van Es (voorzitter), Pierre Audi, Annabelle Birnie, Jamal Ouariachi en Romana Vrede.

## 2021
De Johannes Vermeerprijs 2021 is toegekend aan kunstschilder Natasja Kensmil. De jury, onder voorzitterschap van Andrée van Es, heeft haar unaniem voorgedragen, omdat op haar eigen manier een verbinding weet te leggen tussen erfgoed en actualiteit, en deze op indringende wijze zichtbaar maakt op doek en papier.  Over haar schilderijen in de tentoonstelling Monument der Regentessen zegt de jury: “Kensmil reflecteert op de heersende canon en brengt nieuwe geschiedenissen. Zij bekladt niet, haalt niet weg, negeert niet, maar vervormt juist”. De prijs wordt op 1 november 2021 uitgereikt door Ingrid van Engelshoven, minister van Onderwijs, Cultuur en Wetenschap.

## 2022
Eind september 2022 werd bekendgemaakt dat de prijs dat jaar voor het eerst werd toegekend aan iemand uit literaire kring, schrijver Arnon Grunberg, die volgens de unanieme jury "behoort tot de belangrijkste, meest veelzijdige en invloedrijkste kunstenaars van dit moment" en "met zijn literaire bijdragen onmiskenbaar grote invloed gehad heeft op zijn generatie". Hij verwerkt "zijn eigen, volkomen herkenbare stem" in zijn proza: "Na drie zinnen weet je dat hij aan het woord is, dat is een zeldzame kwaliteit". In zijn journalistieke reportages, filosofische essays, romans en columns "legt hij meer dan eens de vinger op de zere plek".
De jury bestond uit Andrée van Es (voorzitter), Pierre Audi, Romana Vrede, Hicham Khalidi en Sjeng Scheijen.

## 2023
In 2023 is de prijs toegekend aan mezzosopraan Tania Kross vanwege haar toonaangevende internationale zangcarrière en de vernieuwende wijze waarop zij opera breed toegankelijk maakt en een uiteenlopend publiek aanspreekt, verbindt en inspireert. Op haar initiatief werd de eerste opera ooit in het Papiaments, Katibu di Shon (2013) geschreven en uitgevoerd, met Kross in een van de hoofdrollen. "Met haar artistieke kwaliteiten en liefde voor operamuziek weet Tania Kross keer op keer te ontroeren en te inspireren. Door haar professionaliteit en aanstekelijke enthousiasme ontsluit zij een kunstvorm die ontoegankelijk leek voor een groot en hedendaags publiek", aldus de jury. De jury bestond in 2023 uit Marise Voskens (voorzitter), Margot Dijkgraaf, Afaina de Jong, Hicham Khalidi en Bas Kosters.

## 2024
In 2024 is de prijs toegekend aan Illustrator en kinderboekenauteur Marit Törnqvist, die volgens de jury, die haar unaniem voordroeg, een meester is in het oproepen van universele emoties in woord en in beeld. “Het werk van Marit ademt een vrije en open manier van denken, sociale bewogenheid en een liefde voor de kleine en grote mens. Ogenschijnlijk eenvoudig, altijd herkenbaar en treffend, soms verlangend, dan weer surrealistisch, altijd schitterend”, aldus de jury. De jury bestond in 2024 uit Marise Voskens (voorzitter), Ted Brandsen, Margot Dijkgraaf, Afaina de Jong en Bas Kosters.